# Drøbak
Drøbak in Noorwegen is de hoofdplaats van de gemeente Frogn in de provincie Akershus. Het dorp ligt aan de rechteroever van de Oslofjord en heeft ongeveer 12.000 inwoners.
Drøbak is vooral bekend als toeristische trekpleister. Het dorp heeft veel pittoreske oude huisjes en is 's zomers vooral geliefd om zijn vele kunstgalerijen. 
Vroeger was Drøbak de winterhaven van de Noorse hoofdstad Oslo; bij strenge winters kon de fjord vanaf Drøbak tot Oslo bevriezen. Tot 2000 was Drøbak per veerboot verbonden met Hurum in de toenmalige provincie Buskerud, maar die verbinding is beëindigd na de opening van de Oslofjordtunnel.
Een belangrijke gebeurtenis in de geschiedenis van Drøbak was het tot zinken brengen van het Duitse oorlogsschip Blücher tijdens de verrassingsaanval op Noorwegen op de ochtend van 9 april 1940. Het oorlogsschip transporteerde Duitse soldaten en bureaucraten voor een geplande overname van Oslo, maar de kommandant op het Fort Oscarsborg, dat tegenover Drøbak ligt, gaf uit eigen initiatief de orders om het oorlogsschip te beschieten. Het schip werd tot zinken gebracht en het Duitse initiatief werd vertraagd. Daardoor konden de koninklijke familie, de regering en het kabinet geëvacueerd worden, en de goudreserves werden uit de handen van de bezetters gehouden.
De wereldbekende voormalige rallycrossrijder Martin Schanche (ook bekend als Mister Rallycross; zesvoudig kampioen van Europa) is woonachtig in Drøbak en ondertussen ook als politicus actief. Drøbak/Frogn IL is de lokale voetbalclub, die ook onderdak biedt aan sporten als basketbal, floorball en handbal.

## Geboren
- Andrine Tomter (1995), voetbalster